# Kostel svatého Martina (Věžná)
Kostel svatého Martina je filiální kostel v římskokatolické farnosti Rožná nad Pernštejnem, nachází se na severním okraji obce Věžná. Je pozdně gotickou jednolodní stavbou stojící na vyvýšeném místě uprostřed ohrazeného hřbitova. Kostel má segmentový závěr a na čelní straně čtyřbokou věž se stanovou střechou. V kostele je hlavní oltář svatého Martina s oltářním obrazem. V kostele je také socha Krista na kříži v životní velikosti. Kostel je chráněn jako kulturní památka České republiky.

## Historie
Kostel svatého Martina byl postaven na konci 16. století, první písemná zmínka pochází z roku 1592. Původně byla farnost právě v obci Věžná, až později byla přesunuta do Rožné. V roce 1672 pak kostel spadal pod farnost v Doubravníku, od roku 1755 pak byl kostel přifařen do kooperativy na Pernštejně, přifařen do Rožné pak byla až v roce 1787. 
Roku 1630 byl pořízen nejstarší zvon, ten byl zachován i přes rekvíraci dalších dvou zvonů během první světové války. Dva rekvírované zvony pocházely z roku 1701 resp. 1737. V roce 1680 byly do kostela pořízeny varhany, nové pak byly pořízeny v roce 1939.